# Нашествие! (Вселената на Стрелата)
„Нашествие!“ (на английски: Invasion!) е третото голямо и ежегодно кросовър събитие на Вселената на Стрелата, между американските телевизионни сериали „Стрелата“, „Светкавицата“ и „Легендите на утрешния ден“.
Той е премиера за героинята Кара Денвърс / Супергърл във Вселената на Стрелата, след като „The CW“ купуват правата за сериала „Супергърл“ от „CBS“.
Събитието е продължение на „Герои обединяват силите си“ (2015) и си има свое продължение „Криза на Земя-Х“ (2017)

## Епизоди
| № | Сериал                    | Заглавие                                   | Режисура       | Сценарий                                                   | Първо излъчване    | Рейтинг (в милиони) |
| - | ------------------------- | ------------------------------------------ | -------------- | ---------------------------------------------------------- | ------------------ | ------------------- |
| 1 | Светкавицата              | Нашествие! Първа част („Invasion! Part 1“) | Дермут Доунс   | Грег Берланти, Андрю Крайсбърг, Арън Хелбинг & Тод Хелбинг | 29 ноември 2016 г. | 4,15                |
| 2 | Стрелата                  | Нашествие! Втора част („Invasion! Part 2“) | Джеймс Бамфорд | Грег Берланти, Марк Гугенхайм & Уенди Мерикъл              | 30 ноември 2016 г. | 3,55                |
| 3 | Легендите на утрешния ден | Нашествие! Трета част („Invasion! Part 3“) | Грегъри Смит   | Грег Берланти, Фил Клемър & Марк Гугенхайм                 | 1 декември 2016 г. | 3,33                |

## Главни роли
- Стивън Амел – Оливър Куин / Зелената стрела
- Уила Холанд – Теа Куин / Спийди
- Дейвид Рамзи – Джон Дигъл / Спартан
- Пол Блекторн – Куентин Ланс
- Емили Бет Рикардс – Фелисити Смоук / Наблюдателката
- Еко Келъм – Къртис Холт / Господин ужасен
- Джош Сегара – Ейдриън Чейс / Прометей
- Грант Гъстин – Бари Алън / Светкавицата
- Кандис Патън – Айрис Уест
- Даниел Панабейкър – Кейтлин Сноу / Убийцата Мраз
- Карлос Валдес – Сиско Рамон / Вайб
- Джеси Л. Мартин – Джо Уест
- Том Кавана – Харисън „Х.Р.“ Уелс
- Кейнън Лонсдейл – Уоли Уест / Хлапето Светкавица
- Кейти Лотц – Сара Ланс / Бялото Канарче
- Брандън Раут – Рей Палмър / Атомът
- Виктор Гарбър – Мартин Стайн / Огнена Буря
- Франз Дрейми – Джеферсън Джаксън / Огнена Буря
- Доминик Пърсел – Мик Рори / Гореща Вълна
- Ейми Луис Пембъртън – Гидиън
- Ник Зано – Нейтън Хейууд / Стоманата
- Мейси Ричардсън-Селърс – Амая Джиуе / Лисицата

## Гостуващи роли
- Мелиса Беноист – Кара Зор-Ел / Кара Денвърс / Супергърл
- С компютърни графики – Доминаторите
- Донели Роудс и Джейкъб Рихтер – Агент „Смит“
- Кристина Брукато – Лили Стайн
- Одри Мари Андерсън – Лайла Майкълс
- Кейти Касиди – Лоръл Ланс / Черното Канарче
- Джон Бароуман – Малкълм Мерлин / Черният Стрелец
- Колин Донъл – Томи Мерлин
- Сузана Томпсън – Мойра Куин
- Джеймс Шеридън – Робърт Куин
- Рик Гонзалез – Рене Рамирез / Дивото Куче
- Джо Диникол – Рори Риган / Вехтошарят
- Колтън Хейнс – Рой Харпър / Арсенал
- Нийл МакДоноу – Деймиън Дарк
- Ману Бенет – Слейд Уилсън / Дедстроук